# 張學友87演唱會
《張學友87演唱會》是香港歌手張學友發行第一張演唱會專輯。

## 演唱會
這是張學友首個個人演唱會。
1987年8月1日至8月6日期間，於香港體育館 (香港紅磡體育館) 舉行。

## 工作人員
- 鍵琴：Roel A. Garcia、Isauros Rasco、Frankie Li（李炳雄）
- 主音結他：Joey
- 節奏結他：Do Dong
- 鼓擊：Donald Ashley
- 敲擊樂：張健波
- 低音結他：梅啟新
- 色士風：Dick
- 和音：張偉文、譚錫禧、周小君、駱巧玲
- 監製：歐丁玉
- 混音：歐丁玉、陳維德
- 現場錄音：歐丁玉、葉廣權、黃祖輝、陳劍和、江國華、關健光、黃子榮
- 音樂總監：徐日勤
- 攝影：陳振南、Ahmmcom LTD.
- 顧問：陳自強
- 演唱會監制：陳家瑛
- 嗚謝：耀榮娛樂有限公司、張學友'87演唱會全體工作人員

## 張學友感言
專輯印有張學友親筆感想：
|          | 多謝！！感激！！ 可能係已經好老套，又或者已經聽到好厭，又或者覺得係隨後講嘅應酬說話。但係我真的想唔到另一句更貼切的說話。我第一次個人演唱會，第一次和你／妳們的接觸，令我更感到大家對我的支持和愛護，正如我在演唱會中說：『我無以為報，我保證以後會盡力去把歌唱好，來報答大家嘅支持！！！』我會緊守這項宣言，並希望看到這段文字嘅朋友，替我向其他支持我朋友說一聲『多謝！！感激！！』 |

曲目的作曲者與填詞人，與及張學友的親筆感言

| ——張學友 | |

## 曲目
第一面
1. 序曲
2. 狂傲
3. 相愛
4. 初吻
5. 愛的卡幫
6. 藍雨
7. 孤單的佔領
8. 恕難從命
9. 霸王別姬
10. 晴天雨天孩子天
11. 交叉算了
12. 月半弯
13. 飛機師的風衣

第二面
1. 情已逝
2. 輕撫妳的臉
3. 遙遠的她
4. 別戀
5. Smile again 瑪莉亞
6. 偷心者
7. Amour
8. 絲絲記憶
9. 太陽星辰